# إسحاق ستار
إسحاق ستار (بالإنجليزية: Isaac Starr)‏ هو طبيب وأستاذ جامعي أمريكي، ولد في 6 مارس 1895 في فيلادلفيا في الولايات المتحدة، وتوفي في 22 يونيو 1989 في Roxborough, Philadelphia ‏ في الولايات المتحدة.